# Erwin Bockelmann
Erwin Bockelmann (* 21. Januar 1903 in Moskau, Russisches Kaiserreich; † 10. April 1971 in Hamburg) war ein deutscher Maschinenbau-Ingenieur und Manager in der Mineralölwirtschaft.

## Leben
Erwin Bockelmann wurde am 21. Januar 1903 in Moskau als Sohn des deutschen Bankiers Heinrich Bockelmann und dessen Frau Anna geboren.
Der Schulzeit in Schweden und in der Schweiz folgte nach dem Abitur ein Studium des allgemeinen Maschinenbaus an der Technischen Hochschule Hannover, der Technischen Hochschule Berlin und der Technischen Hochschule München. 1927 schloss er das Studium mit dem akademischen Grad eines Diplom-Ingenieurs ab. Zunächst arbeitete er bei der Julius Pintsch AG in Berlin. Seit 1934 arbeitete er bei der Europäische Tanklager- und Transport-AG (Eurotank) und war dort ab 1935 Vorstandsmitglied; das Unternehmen hieß nach 1945 Benzin- und Petroleum-AG (BP). Bockelmann baute die BP-Raffinerie Hamburg-Finkenwerder auf.
1950 trat er in die Geschäftsführung der Deutschen BP ein, als Eurotank und OLEX zusammengeschlossen wurden.
Zu seinen wichtigsten Funktionen gehörten die als Vorstandsvorsitzender (Generaldirektor) der BP Hamburg seit dem 25. Juni 1957 und seit 1958 als Vorsitzender des Mineralölwirtschaftsverbands. Am 1. Januar 1959 übernahm Bockelmann den Vorsitz des Präsidiums der Arbeitsgemeinschaft Erdöl-Gewinnung und -Verarbeitung (AEV).
1963 amtierte Bockelmann als Präsident des VI. Welterdölkongresses in Frankfurt am Main, ein Jahr später wurde zum Präsidenten des ständigen Rats des Welterdölkongresses ernannt. Zudem war er Präsidial-  und Vorstandsmitglied im Bundesverband der Deutschen Industrie sowie Aufsichtsratsmitglied der Erdölchemie GmbH in Dormagen. Bockelmann setzte sich in seinen Funktionen, insbesondere als Sprecher der Mineralölindustrie, immer wieder für eine verbraucherorientierte Energiepolitik ein.
Zum 1. Oktober 1967 übergab Bockelmann den BP-Vorstandsvorsitz an Heinrich Sasse.
Bockelmann hatte mit seiner Frau Liselotte drei Kinder, zwei Söhne und eine Tochter, und wohnte an der Elbchaussee in Hamburg. In seiner Freizeit las er naturwissenschaftliche Bücher und reiste gern.
Erwin Bockelmann war väterlicherseits ein Onkel von Udo Jürgens und Manfred Bockelmann. Sein Bruder Werner Bockelmann war Jurist und Politiker.

## Ehrungen
- 1969: Großes Verdienstkreuz mit Stern der Bundesrepublik Deutschland